# 大涵山桥
29°49′45.51″N 121°43′2.51″E / 29.8293083°N 121.7173639°E
大涵山桥位于中国浙江省宁波市鄞州区东吴镇生姜村生姜自然村，因位于大涵山麓而得名，始建于唐朝，明万历间重建，清道光、宣统间再修，现存桥梁为明代建筑，横跨于东吴河、小白河、大涵山港与鄞东后塘河交汇点上，为三孔、二墩（直竖薄墩）石结构三眼平梁桥，长13.9米，面宽2.28米，左右桥孔各宽3米，中孔5米，桥面呈弓形，2005年4月公布为鄞州区文物保护单位:426。